# Stanko Čop
Stanko Čop, slovenski metalurg, * 14. november 1925, Žirovnica, † 12. april 2019.

## Življenje in delo
Po diplomi leta 1952 na ljubljanski univerzi se je zaposlil v Železarni Jesenice, kjer je delal na različnih vodstvenih mestih v proizvodnji, med drugim je bil vodja jeklarne (1963) in od 1977 vodja novogradnje za ekstenzivno metalurgijo. Uvajal je nove tehnologije za izdelavo jekla in vodil tehnološko skupino za izbiro postopka v novi elektrojeklarni Železarne Jesenice.